# Paní z Monsoreau
Paní z Monsoreau (1846, La dame de Monsoreau), česky též jako O korunu a lásku, je dobrodružný historický román francouzského spisovatele Alexandra Dumase staršího, který napsal ve spolupráci s Augustem Maquetem. Jde o druhou část autorovy románové trilogie Hugenoti z období náboženských válek ve Francii v 16. století (předcházející díl tvoří román Královna Margot, následuje román Králův šašek). Hlavní postavou je Diana de Méridor, manželka hraběte z Monsoreau, vytvořená podle historické postavy, dvorní dámy Kateřiny Medicejské Françoise de Maridor (asi 1558–1620).

## Obsah románu

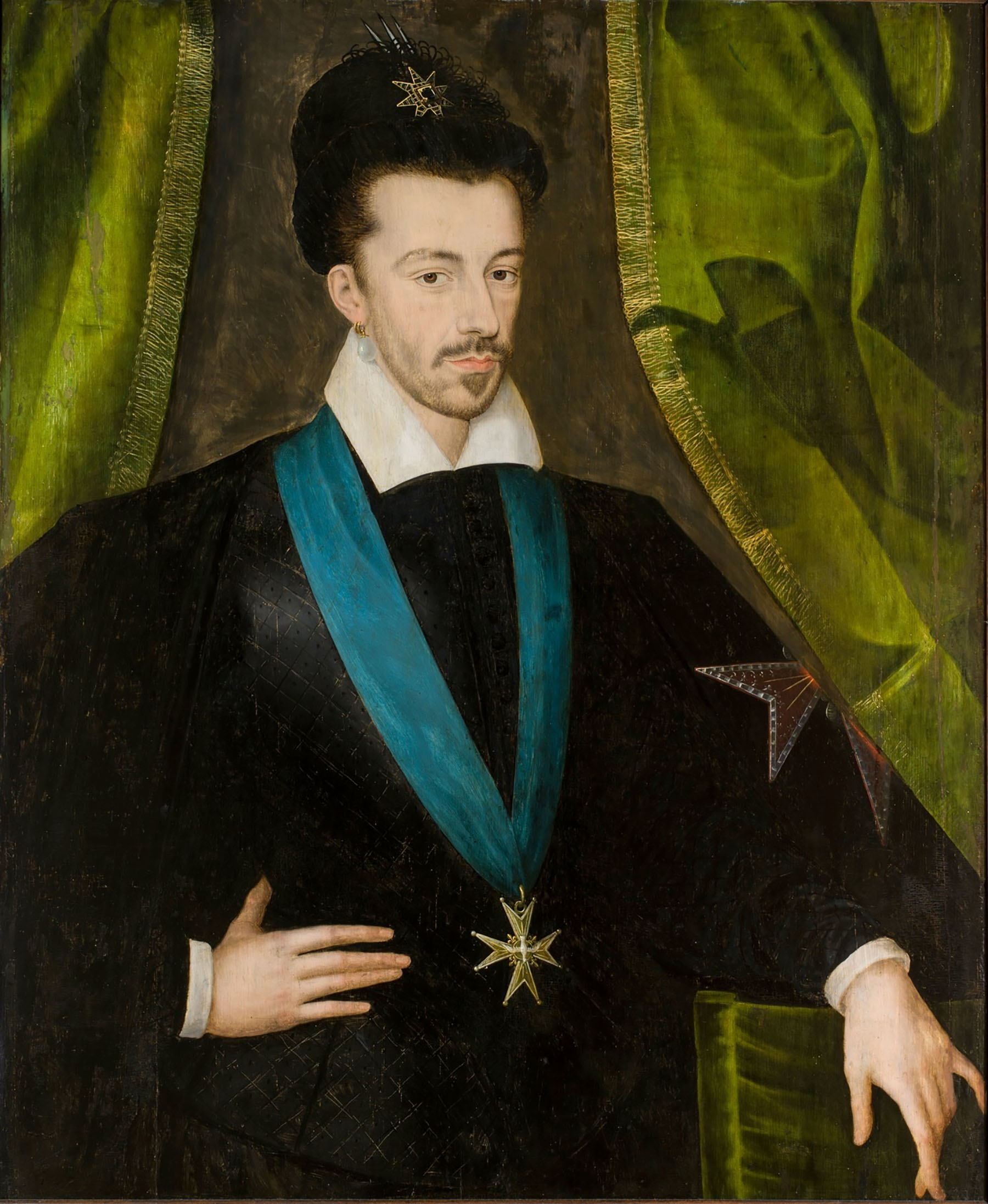
Francouzský král Jindřich III.

Děj románu se odehrává v letech 1578–1579 převážně v Paříži a velmi volně navazuje na předcházející díl trilogie. Na francouzském trůně panuje slabošský král Jindřich III., jehož šlechtici soupeří s družinou následníka trůnu Františka, vévody z Anjou, mezi nimiž je za nejlepšího šermíře považován hrabě de Bussy.
Bussy je jedné noci v Paříži přepaden čtyřmi královskými šlechtici. Když je už na pokraji svých sil, otevřou se za ním dveře domu, o které se opíral. Je tak zachráněn, ale raněn. V domě je ošetřován krásnou dívkou a lékařem Remym. K ránu se Bussy probere venku a začne po neznámé krásce pátrat.
Bussy společně s Remym, který se stane jeho přítelem a osobním lékařem, zjistí, že dívka se jmenuje Diana de Méridor a zamiluje se do ní. Diana jeho lásku opětuje. Po Dianě však touží i vévoda z Anjou a také již poměrně starý hrabě de Monsoreau, vrchní královský lovčí. Pod záminkou, aby se Diana nestala milenkou vévody d'Anjou, donutí jejího otce, aby mu Dianu i proti její vůli dal za ženu. Bussy a Diana se však tajně scházejí za pomoci Remyho a pana de Saint-Luc a jeho ženy.

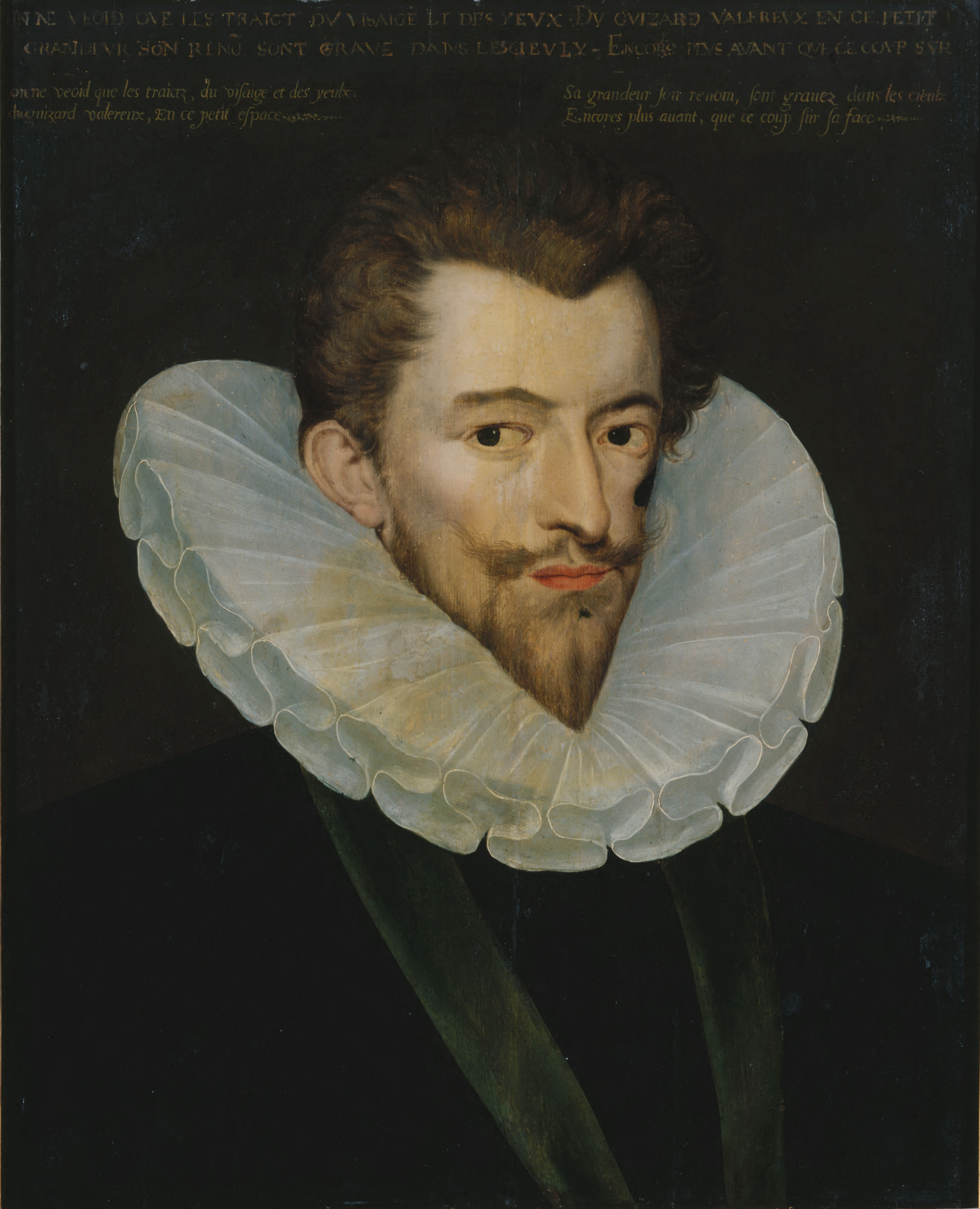
Vévoda de Guise

Jindřich III. se odhodlal vydat edikt, zaručující hugenotům náboženskou svobodu. Vévoda z Anjou, který s tím nesouhlasí, se chce sám stát králem namísto svého bratra. Vstoupí do Katolické ligy, aliance francouzské katolické šlechty, kterou založil vévoda de Guise s cílem vyhubit hugenoty ve Francii a svrhnout krále Jindřicha III. Vévoda z Anjou se dokonce nechá členy ligy tajně pomazat na krále Francie. Vévoda de Guise za podpory své sestry, vévodkyně de Montpensier, a svého bratra, kardinála de Guise, ovšem využívá vévodu z Anjou k tomu, aby se stal králem on. Na stopě spiknutí je však moudrý králův šašek Chicot.

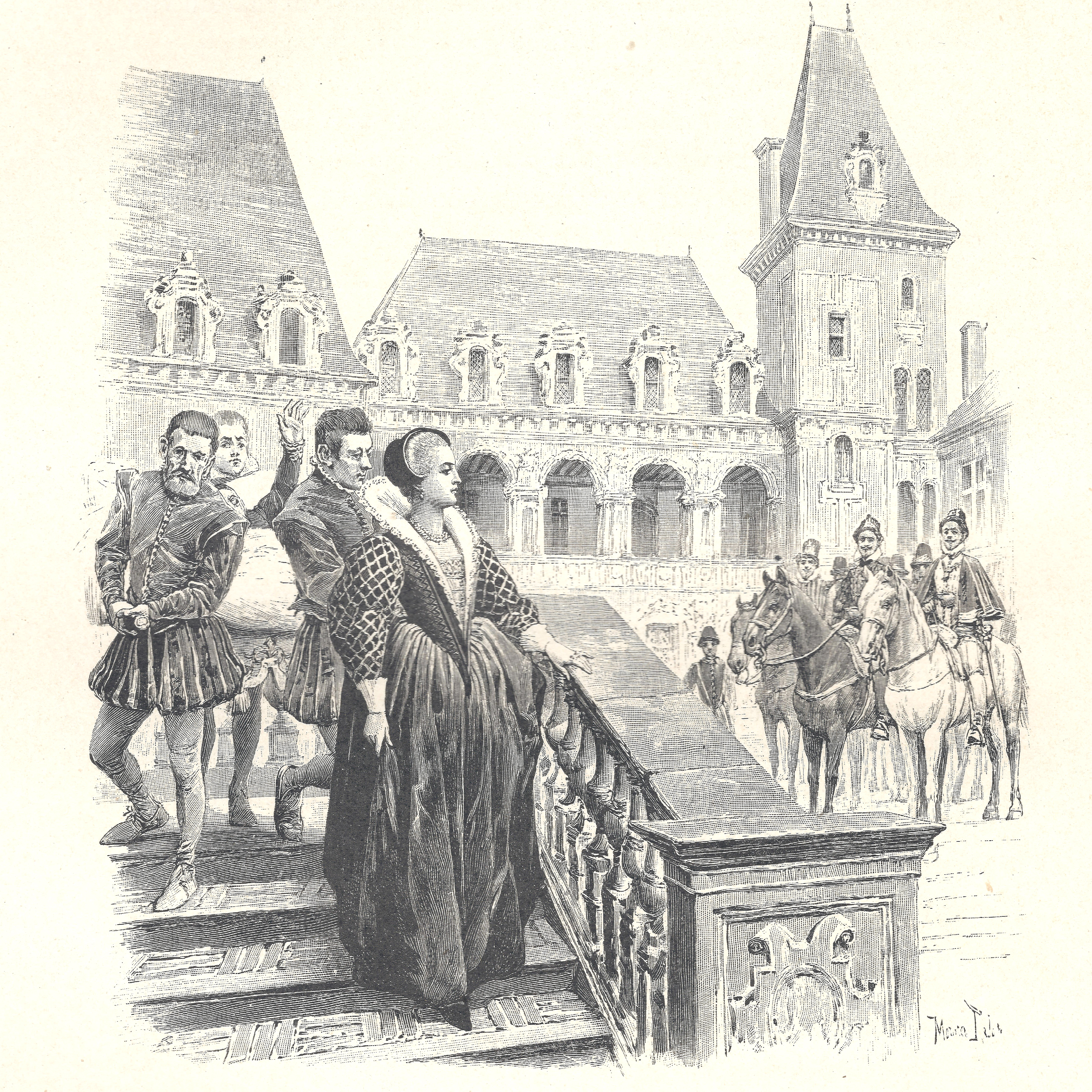
Ilustrace k románu od Maurice Leloira

Hrabě de Bussy stojí ovšem na straně krále a stává se tak pro vévodu z Anjou nepohodlným. Když vévoda zjistí, že Bussy je milencem Diany de Monsoreau, prozradí vše jejímu žárlivému manželovi, taktéž členovi Katolické ligy. Monsoreau s více než deseti muži přepadne Bussyho na jeho schůzce s Dianou. Bussymu přispěje na pomoc Remy a Saint-Luc, který odvede Dianu do bezpečí. Bussy s Remym pobijí všechny protivníky, Remy je však zraněn na hlavě a upadne do bezvědomí. Bussy zabije i hraběte de Monsoreau. Sám je však smrtelně raněn služebníkem vévody z Anjou, který je střelí z bambitky na přímý vévodův příkaz.
Vévoda de Guise zajme krále a pod pohrůžkou smrti jej nutí, aby se vzdal trůnu v jeho prospěch. Guise však netuší, že za krále se vydává jeho šašek Chicot, který mezitím odhalil všechna tajemství Katolické ligy. Chicot v přestrojení abdikaci podepíše. Guise jásá, když tu ke svému zděšení zjistí že dokument je podepsán jménem Chicot I. Do krypty kláštera, kde Chicota spiklenci drží, se probíjí královi ozbrojenci. Guise musí prchnout a vévoda z Anjou je uvězněn.
O nešťastnou Dianu se několik dnů stará paní de Saint-Luc. Jednoho dne však nachází její lůžko prázdné. Diana zmizela.

## Filmové adaptace
- La signora di Monsoreau (1909, Paní z Monsoreau), italský němý film, režie Mario Caserini.
- La dame de Monsoreau (1913), francouzský němý film, režie Maurice Tourneur.
- La dame de Monsoreau (1913), francouzský němý film, režie Emile Chautard.
- La dame de Monsoreau (1923), francouzský němý film, režie René Le Somptier.
- La dame de Monsoreau (1971), francouzský televizní seriál, režie Yannick Andréi.
- Графиня де Монсоро (1998), ruský televizní seriál, režie Vladimir Popkov.
- La dame de Monsoreau (2008), francouzský televizní film, režie Michel Hassan.

## Česká vydání
- O korunu a lásku, Josef R. Vilímek, Praha 1905, přeložil Josef V. Sterzinger, znovu 1924 a 1927.
- Paní de Monsoreau, Svoboda, Praha 1993, přeložil Vlastimil Fiala.
- Paní z Monsoreau, Vyšehrad, Praha 2001, přeložil Vlastimil Fiala.
- O korunu a lásku, Naše vojsko, Praha 2003, přeložil Josef V. Sterzinger.